# Elasipodida

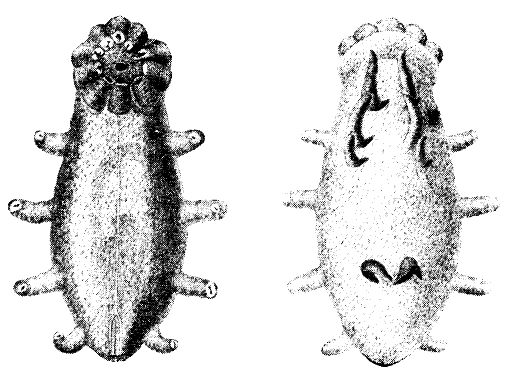
Elpidia glacialis lebt im Nordatlantik in 60 bis 70 Metern Tiefe, im Pazifik bis in einer Tiefe von 8.900 Metern.

Die Elasipodida sind eine Ordnung der Seegurken. Die Tiere leben weltweit in allen Ozeanen, teilweise in relativ flachen Wasser, ab einer Tiefe von 60 Meter, vor allem aber in der Tiefsee, auch in Tiefseegräben bis in Tiefen von 10.000 Metern.

## Merkmale
Der Körper der Elasipodida weicht stark vom Körperbau anderer Seegurken ab. Meist ist er abgeflacht, der Mund mit seinen Tentakeln befindet sich auf der Unterseite. Die 10 bis 20 Mundtentakel haben fingerförmige Fortsätze oder sind schildförmig. Ambulacralfüßchen fehlen oder sind nur in geringer Anzahl an den Seiten der Kriechsohle oder in der Mitte der Unterseite vorhanden. Die Endscheiben der Ambulacralfüßchen fehlen fast immer. Wasserlungen fehlen, der Enddarm hat einen Blindschlauch, der nach vorn gerichtet ist.
Pelagische Formen ähneln oft Quallen, haben einen Hautsaum entlang der Längsachse des Körpers oder einen kragenähnlichen Saum am Vorderkörper, die ihnen durch wellenförmige Bewegungen das Schwimmen ermöglichen. Die Tiere sind meist rötlich oder violett gefärbt. Die Arten der Familie Pelagothuriidae haben keine Sklerite, ihre Haut ist wässerig und gallertartig.
Die Elasipodida ernähren sich wahrscheinlich vor allem vom Bodensubstrat, auch im Magen pelagischer Arten fand man neben Plankton bodenbewohnende Foraminiferen.

## Systematik
Die Ordnung wurde 1882 vom schwedischen Zoologen Johan Hjalmar Théel auf Basis von Belegmaterial der Challenger-Expedition von 1872–1876 aufgestellt. In der Ordnung gibt es fünf Familien, 24 Gattungen und 141 Arten.
- Ordnung Elasipodida
  - Familie Deimatidae Théel, 1882
  - Familie Elpidiidae Théel, 1882
  - Familie Laetmogonidae Ekman, 1926
  - Familie Pelagothuriidae Ludwig, 1893
  - Familie Psychropotidae Théel, 1882

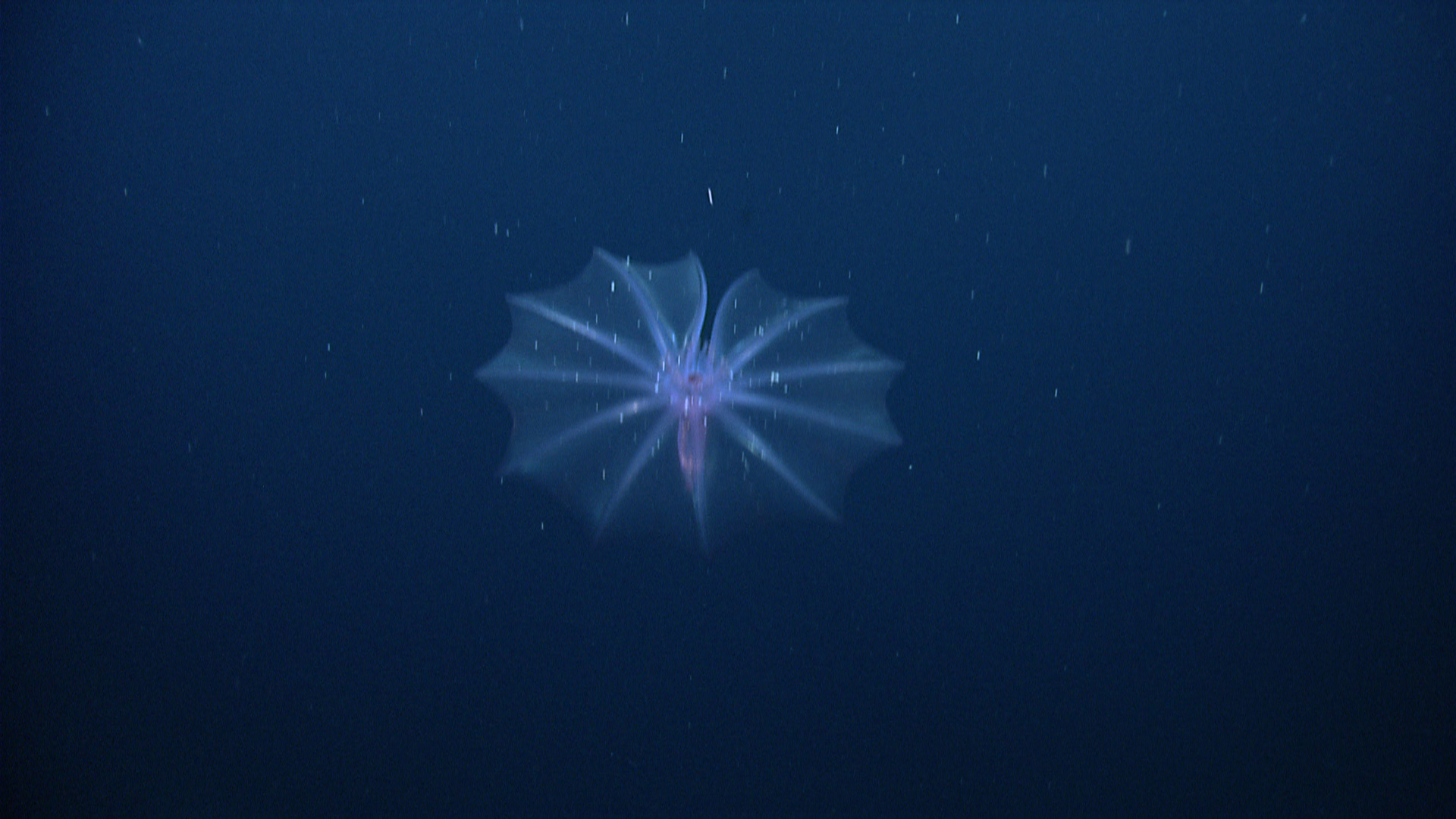
Pelagothuria natatrix
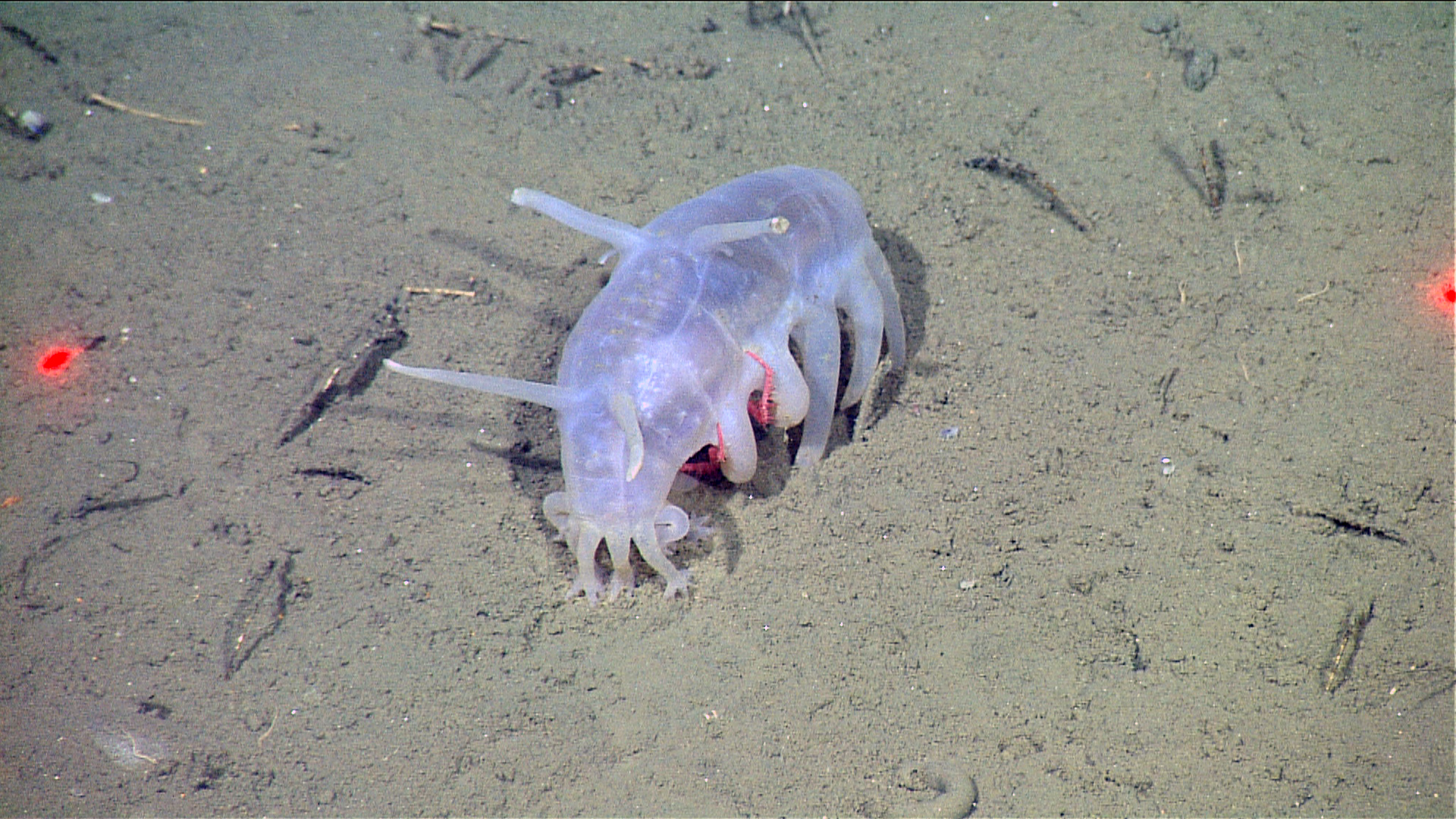
Scotoplanes globosa
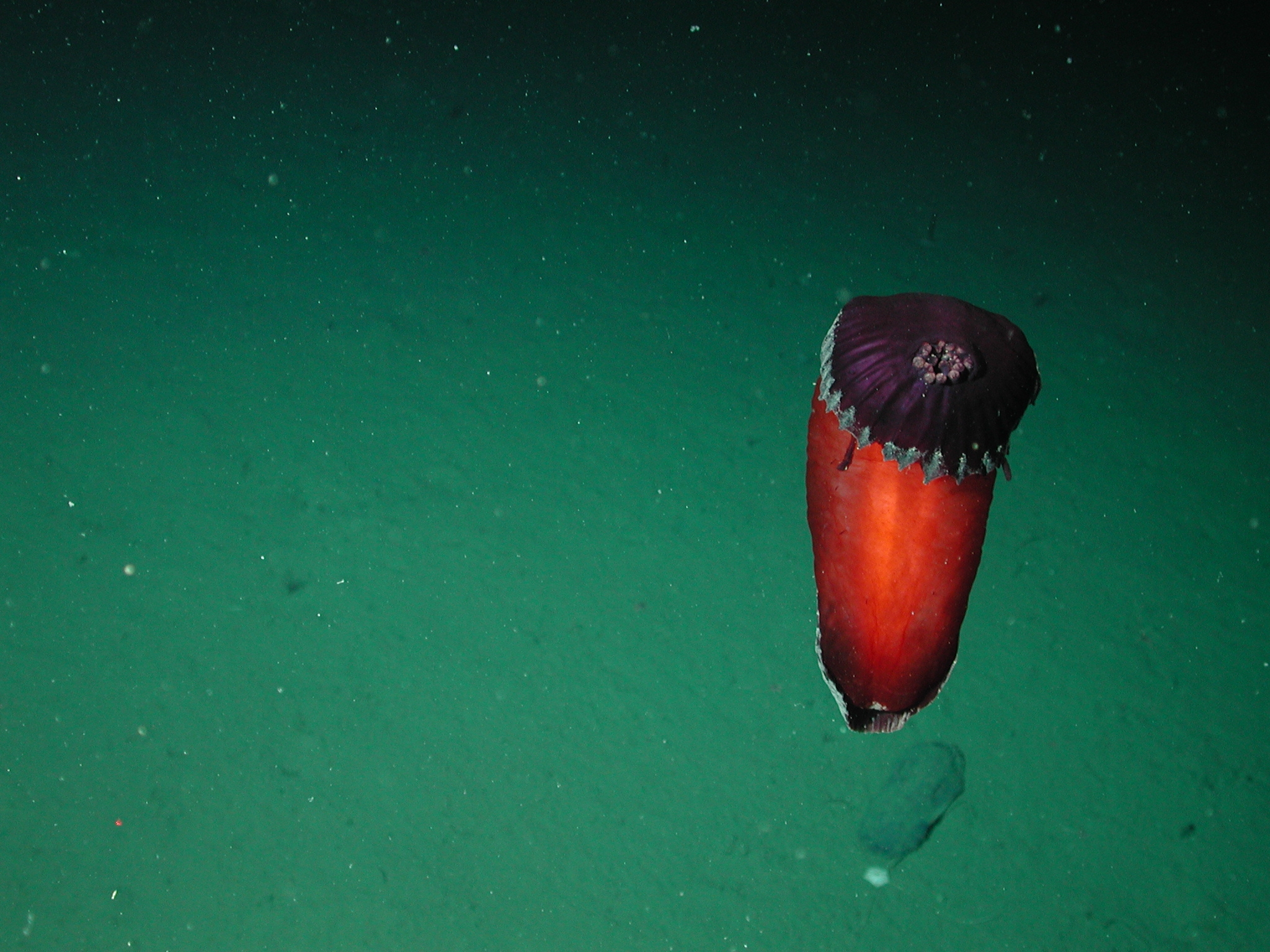
Benthodytes sp.
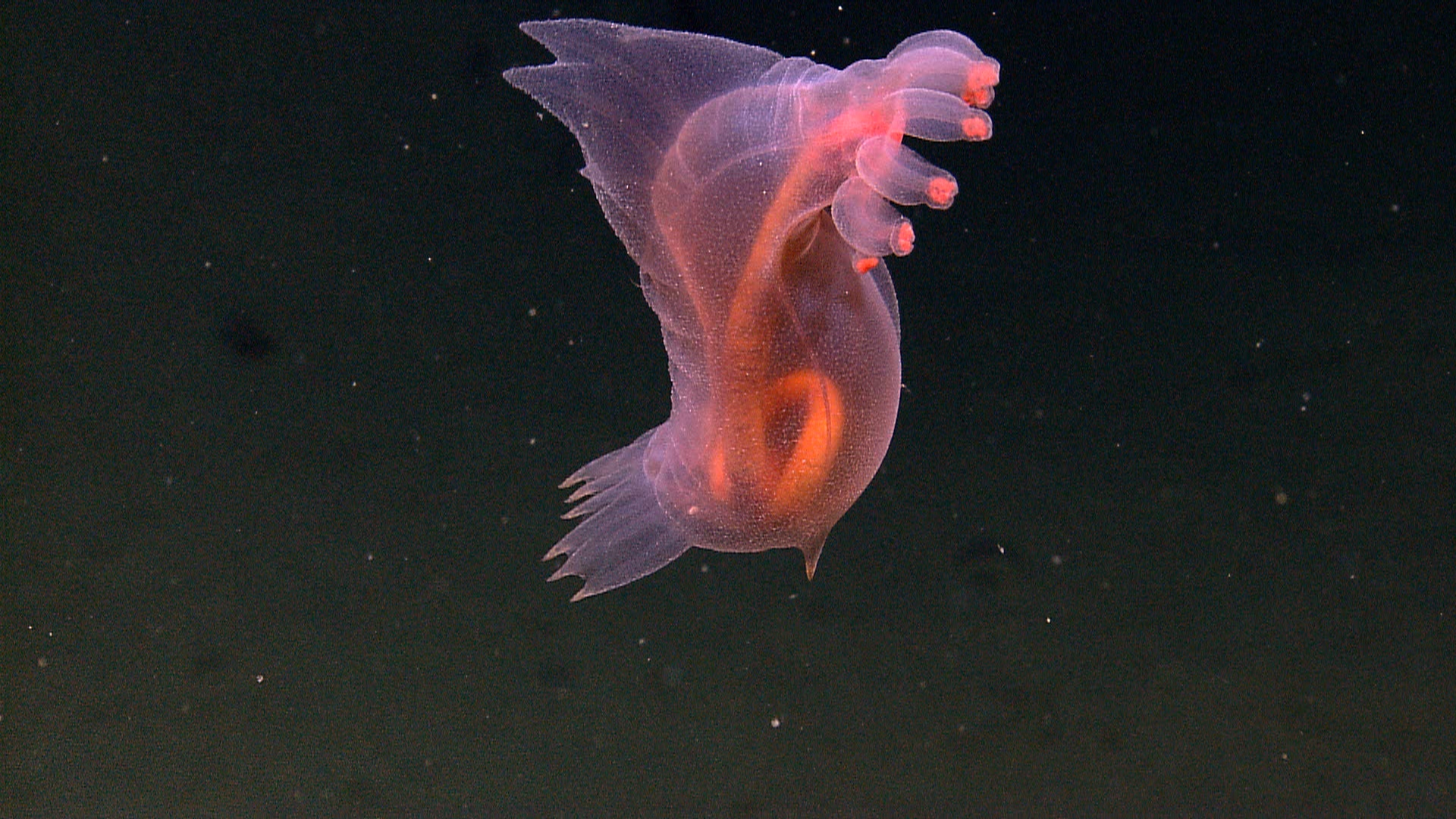
Enypniastes sp.
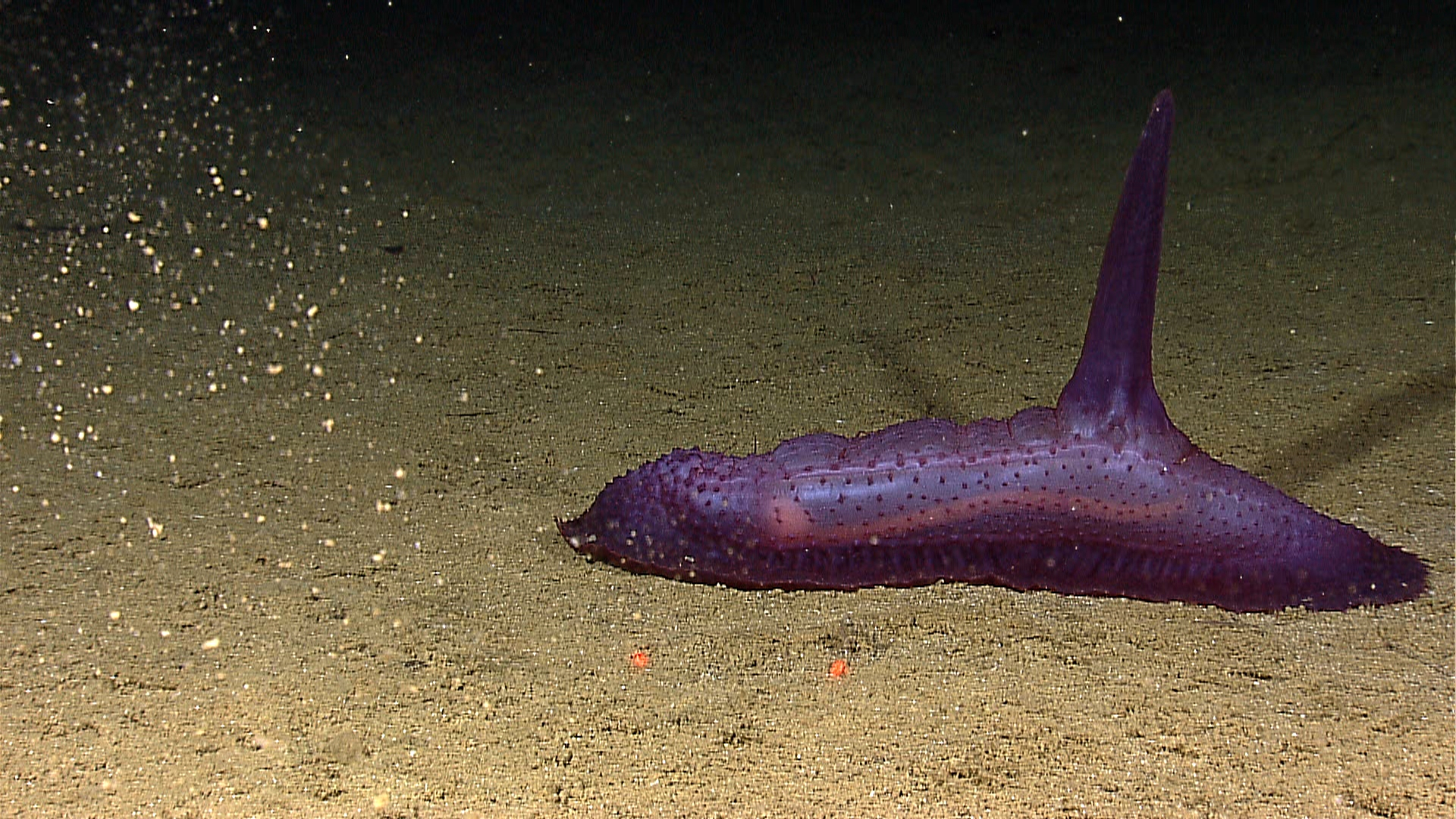
Psychropotes sp.